# AGEL Enterprises
Agel Enterprises, LLC, byl výrobce a prodejce doplňků výživy, které distribuoval prostřednictvím přímého prodeje. Společnost byla založena v roce 2004 ve městě Provo, Utah, USA.

## Historie
Zakladatel společnosti, Glen Jensen, dříve pracoval u jiných společností přímého prodeje, např. Nu Skin Enterprises a Neways. V roce 1999 byl spoluzakladatelem Synergy Worldwide. V roce 2004 inspiroval Dallina Larsena, který byl ředitelem společnosti Monarch Health Sciences, k založení MonaVie. Byl rovněž členem Rady generálních ředitelů Světové federace asociace přímého prodeje.

### Milníky
V roce 2005 do společnosti vstoupil investor společnost Venture Capital Company, která za zajištěné financování rozvoje společnosti získala menšinový podíl. Ke společnosti se připojili Randy Gage, Eric Worre a Randy Schroeder, kteří se stali vedoucími distributory společnosti.
V červnu 2007 Glen Jensen vyplatil investici společnosti Venture Capital Company. V tomto roce společnost působila: v USA, Kanadě, Austrálii, Dánsku, Německu, Hongkongu, Maďarsku, Izraeli, Japonsku, Malajsii, Holandsku, na Novém Zélandu, Filipínách, Singapuru, Srí Lance, Thajsku, Tchaj-wanu, Turecku a Velké Británii.
V roce 2008 Glen Jensen opět oslovil společnost Venture Capital, aby svou investicí podpořila další růst. Vedení investora požadovalo opak. V té době měl investor pod kontrolou dvě ze tří míst ve vedení společnosti a získal nadpoloviční podíl společnosti. V září 2008 se společnost přestěhovala z Prova do Lehi. Společnost opustil Randy Schroeder.
Na konci roku 2010 Venture Capital Company trvala na ukončení prodejů ve 12 zemích, které generovaly tržby ve výši 47 milionů dolarů. Zástupci investora odvolali z vedení Glena Jensena. Důvodem bylo podezření na zpronevěru finančních prostředků a nelegální vyplácení odměn distributorům na asijských trzích. Do prosince 2011 byl stále spolumajitelem společnosti. V roce 2011 společnost opustil Eric Worre.
V roce 2013 byla společnost koupena holdingem CVSL Inc. Společnost Agel Enterprises v tomto období distribuovala své produkty nejen v USA a Kanadě, ale také v Evropě, Latinské Americe a Asii. V červnu 2014 se stěhovala do Pleasant Grove.
V listopadu 2015 společnost opustil Randy Gage. V roce 2017 společnost uzavřela své sídlo v Pleasant Grove. V červnu 2018 byla společnost zahrnuta do konkurzní podstaty mateřské společnosti JRJR Networks Inc.

### Produkty
Agel Enterprises produkoval vitamínové a minerální produkty, které označoval jako: „suspenzní gelovou technologii", kdy vitamíny a minerály ve formě gelu byly pro lidský organismus snadněji vstřebatelné, než např. u tablet. Glen Jensen se inspiroval u výrobců energetický gelů pro sportovce, které obsahují např. kofeinové látky, bcaa, guaranu, taurin.

#### Potravinové doplňky ve formě gelu
EXO (antioxidanty), BRN (pro podporu spalování tuků), FIT (pro podporu spalování energie), FLX (kloubní výživa), GLO (pro hydratace buněk), GRN (pro peristaltiku střev), GSH (látky pro obnovu buněk), HRT (pro srdce a cévy), MIN (minerály), OHM (povzbuzení organismu), OM3 (komplex omega 3 kyselin), SEE (pro zrak), UMI (mořské řasy), VLT (energetický gel), BIO (probiotika)

#### Potravinové doplňky ve formě žvýkacího proužku
REM (podpora spánku), HIS (protistresové látky)

#### Proteinová výživa
PRO (proteinový koktejl)

#### Kosmetika
Kosmetická řada Ageless obsahovala: Denní čisticí gel, Revitalizační gelový pealing, Denní zvlhčující gel, Gelové sérum Agel, Zvlhčující gel, Oční gel proti stárnutí, Výživný noční krém.
Mast FLX (kloubní výživa ve formě gelové masti).
Kosmetická řada Caspi obsahovala: čisticí prostředek s výtažky z kaviáru, sérum proti stárnutí s obsahem zlata, hydratační krém s výtažky z kaviáru.

### Obrat společnosti
| Rok  | Obrat (v milionech USD) |
| ---- | ----------------------- |
| 2005 | 9                       |
| 2006 | nezveřejněno            |
| 2007 | 89                      |
| 2008 | 100                     |
| 2009 | 150                     |
| 2010 | 80                      |
| 2011 | < 80                    |
| 2012 | < 65                    |
| 2013 | 37                      |
| 2014 | < 36                    |
| 2015 | < 35                    |
| 2016 | nezveřejněno            |
| 2017 | nezveřejněno            |
| 2018 | nezveřejněno            |

## Obchodní model a kompenzační plán
Společnost využívala víceúrovňový kompenzační plán, přesněji binární plán.